# Хурезань
Хурезань, Хурезані (рум. Hurezani) — село у повіті Горж в Румунії. Адміністративний центр комуни Хурезань.
Село розташоване на відстані 198 км на захід від Бухареста, 39 км на південний схід від Тиргу-Жіу, 54 км на північ від Крайови.

## Населення
За даними перепису населення 2002 року у селі проживали 515 осіб, усі — румуни. Усі жителі села рідною мовою назвали румунську.